# ألان شورت
ألان شورت (بالإنجليزية: Alan Short)‏ هو سياسي أمريكي، ولد في 22 فبراير 1920، وتوفي في 6 مارس 2004. حزبياً، نشط في الحزب الديمقراطي. وقد انتخب عضو مجلس ولاية كاليفورنيا.